# スイカ
スイカ（西瓜・水瓜、学名: Citrullus lanatus）は、果実を食用にするために栽培されるウリ科のつる性一年草。また、その果実のこと。
原産は、熱帯アフリカのサバンナ地帯や砂漠地帯で、紀元前4000年代には既に栽培されていたとされる。西瓜の漢字は中国語の西瓜（北京語：シーグァ xīguā）に由来する。日本語のスイカは「西瓜」の唐音である。中国の西方（中央アジア）から伝来した瓜とされるためこの名称が付いた。
夏に球形または楕円形の甘味を持つ果実を付け、緑に黒の縞模様のほか、縞がないものや深緑のものなどさまざまな品種がある。果実は園芸分野では果菜（野菜）とされるが、青果市場での取り扱いや、栄養学上の分類では果実的野菜に分類される。

## 歴史

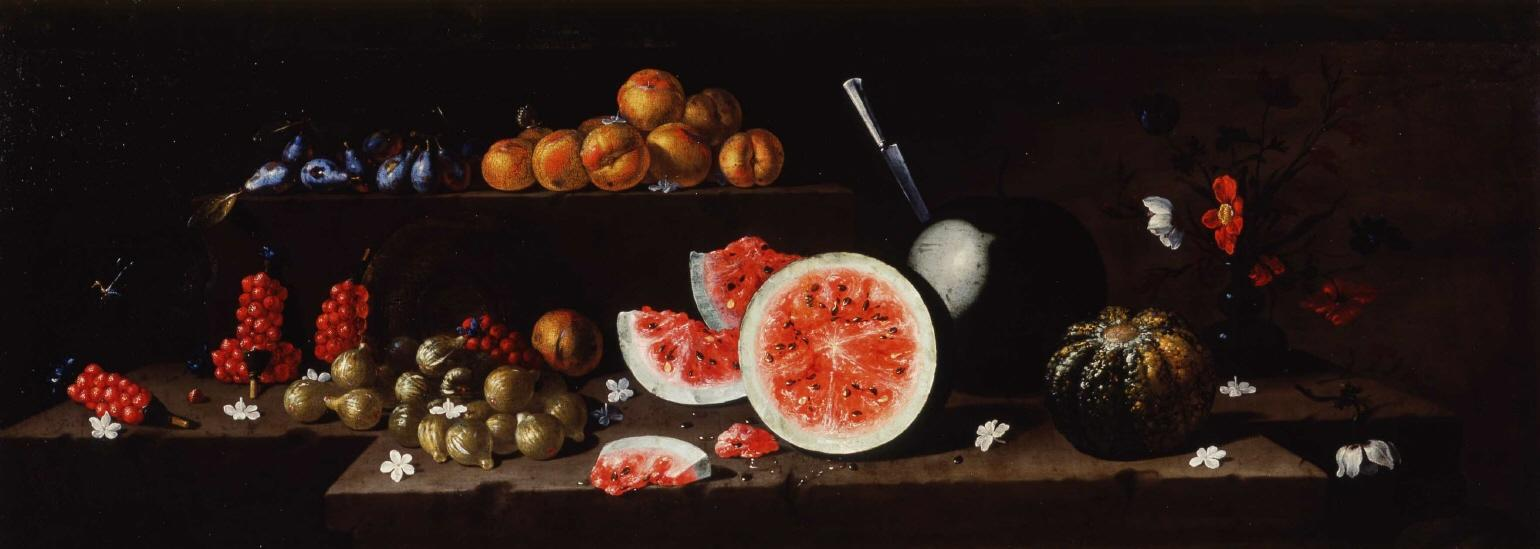
17世紀のイタリアの画家ジュゼッペ・レッコが描いた「スイカ、かぼちゃ、花のある静物画」

原産地は熱帯アフリカで、南アフリカ中央部カラハリ砂漠と周辺サバンナともいわれている。現代において世界各地で主に栽培されているスイカ（ウリ科スイカ属ラナツス種ブリガリス亜種）の原種は、アフリカ北東部コルドファン地方（スーダン）産コルドファヌス亜種である可能性が高い。他にアフリカ北東部原産のCitrullus lanatus var.colocynthoides、西アフリカ原産のエグシメロンなど様々な説が存在する。紀元前4000年代にはすでに栽培されていたとみられている。リビアでは5000年前の集落の遺跡よりスイカの種が見つかっていることから、それよりも以前から品種改良が行われていたことが判明している。
古代エジプトの4000年前の壁画にスイカが描かれているが、当時は種子のほうを食べていたとみられている。ツタンカーメンの墳墓等、4000年以上前の遺跡から種が発見されており、各種壁画にも原種の球形ではなく栽培種特有の楕円形をしたスイカが描かれている。
またこの頃、アフリカ南部のカラハリ砂漠で栽培されるシトロンメロンが発明された。スイカの学名（Citrullus lanatus）のlanatusはラテン語で「毛の多い」を意味しており、本来はシトロンメロンを指すものであった。このシトロンメロンがスイカの祖先であったという意見もある。
紀元前500年頃には地中海を通じヨーロッパ南部へ伝来。地中海の乾燥地帯での栽培が続けられるうちに果実を食べる植物として発達した。ヒポクラテスやディオスコリデスは医薬品としてスイカについて言及している。古代ローマでは大プリニウスが『博物誌』で強力な解熱効果がある食品としてスイカを紹介している。古代イスラエルでは「アヴァッティヒム（avattihim）」という名で貢税対象として扱われ、さらに200年頃に書かれた文献の中でイチジク、ブドウ、ザクロと同じ仲間に分類されていることから、既に甘味嗜好品として品種改良に成功していたことが窺える。もっとも、地中海世界で普及したスイカは黒皮または無地皮のものが一般的だった。またこの頃の文献では「熟したスイカの果肉は黄色」と記述されており、425年頃のイスラエルのモザイク画にもオレンジがかったスイカの断面が描かれており、こちらもやはりオレンジがかった黄色い果肉が描かれている。スイカは糖度を決定する遺伝子と果肉を赤くする遺伝子とがペアになっているため、まだ現代品種ほど甘くはなかったことが推察される。果肉が赤いスイカが描かれた最初期の資料は14世紀のイタリア語版『健康全書』であり、楕円形で緑色の筋の入ったスイカが収穫される様子や赤い断面を晒して販売されるスイカの図が描かれている。
日本に伝わった時期は定かでないが、西方から中国（唐）に伝わったスイカが、平安時代に日本に渡ったといわれている。天正7年（1579年）、ポルトガル人が長崎にカボチャとスイカの種を持ち込んだ説や、慶安年間隠元禅師が清から種を持ち込んだ説がある。『農業全書』（1697年）では「西瓜ハ昔ハ日本になし。寛永の末初て其種子来り。其後やうやく諸州にひろまる。」と記されている。一方、『和漢三才図会』では慶安年間（1648年 - 1652年）に隠元禅師が中国大陸から持ち帰った説をとっている。平安時代末期から鎌倉時代初期に成立したとされる国宝『鳥獣人物戯画』には、僧侶の装束をまとったサルのもとにウサギが縞模様をした作物を運んでいる姿が描かれた図絵があり、これが確認できる日本最古のスイカらしきものと言われている。

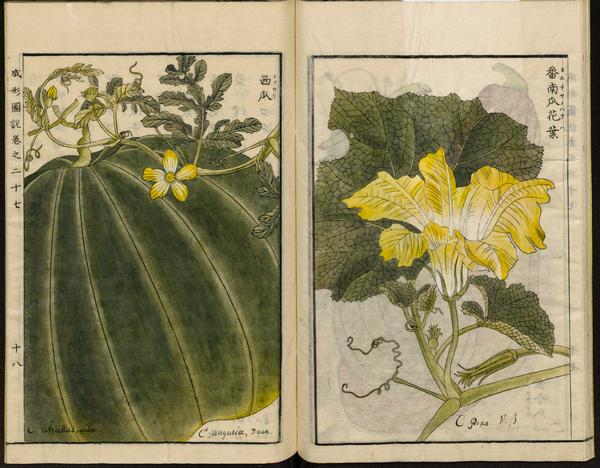
江戸時代の農業百科事典『成形図説』のイラスト（1804）

江戸時代初期には栽培が広がりを見せ、『農業全書』（1696年）には「肉赤く味勝れたり」と記述された。初期のスイカは黒皮系の品種で江戸時代にはすでに販売されていた。日本全国に広まったのは江戸時代後期である。明治時代になるとアメリカ・ロシア・中国（清）からの新種導入が盛んになり、アメリカから「アイスクリーム」「マウンテンスイート」「ラットルスネーク」などの品種が導入されて、特に奈良県などで栽培されるようになる。「ラットルスネーク」は富山県黒部川の扇状地で「黒部西瓜」として栽培された。明治時代、熊本県八代の旧城主松井氏が清から新たな品種を持ち帰り配下の3家(瀬海他2家)の農民に栽培を行わせたが栽培面積が増えるのは大正時代になってからである。1926年（大正15年）に、奈良県在来の「権次」と「アイスクリーム」が自然交雑した中から、奈良県農業試験場が優良選抜育成して緑地に黒の縞模様の「大和」（やまと）という国産品種が生まれた。
1927年（昭和2年）、兵庫県明石郡林崎村（現・明石市林崎町）の農家、竹中長蔵がスイカのつる割病対策として、抵抗性をもつカボチャの台木にスイカを接ぐ方法を開発した。野菜での接ぎ木栽培は世界で初めて開発された技術であり、その後、ナス、トマト、ピーマン、キュウリ、メロンなど、様々な野菜の接ぎ木栽培技術が開発されることとなった。1942年（昭和17年）、京都大学教授で研究所所長だった木原均が種なしスイカを発明する。1969年（昭和44年）にナント種苗が小玉スイカの品種「紅こだま」を発売し、家庭に冷蔵庫が普及したことと相まって、丸ごとスイカを冷やせることから大ヒットした。

## 特徴
原産地が砂漠などの乾燥地帯であることから、高温・乾燥・強光線の環境を好む性質があり、日本の梅雨のような環境は苦手である。また耐酸性力にも優れ、pH 5.0 でも生育できる。本葉には深い切れ込みがあり、もともと育った水分の少ない環境に適応するために葉から水分が逃げないように進化したものである。

### 葉・花

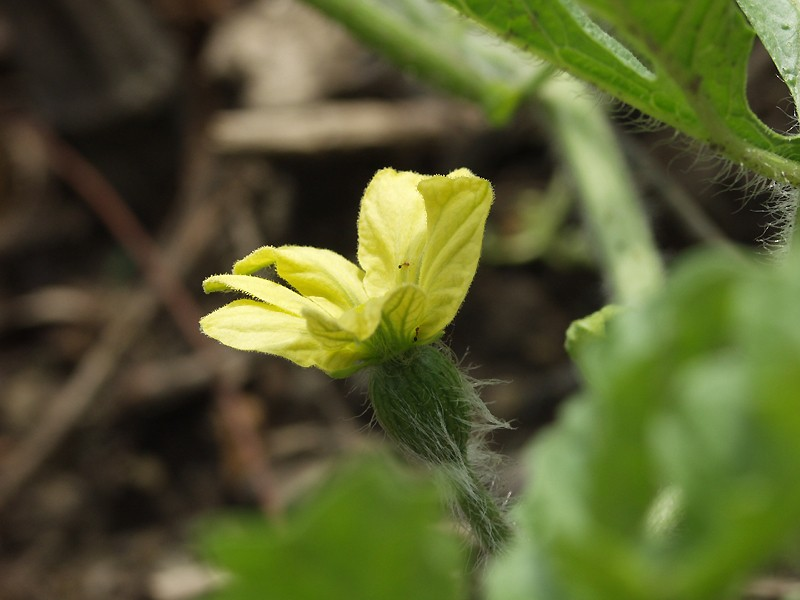
スイカの花

葉は切込みが深く、丸みを帯びている。葉身は約25センチメートル (cm) 。葉の深い切れ込みは乾燥に耐えて少しでも蒸散を減らすために進化したもので、表面積が小さくなっている。つる性である。雌雄異花で花色は黄色。雌花は子房下位。水に濡れると花粉が破裂するため、受粉後約4時間以内に降雨に遭うと着果せず、自家受粉では良質な実は着果しない(これは、自家不和合性という遺伝的特性によるもの)。

### 実

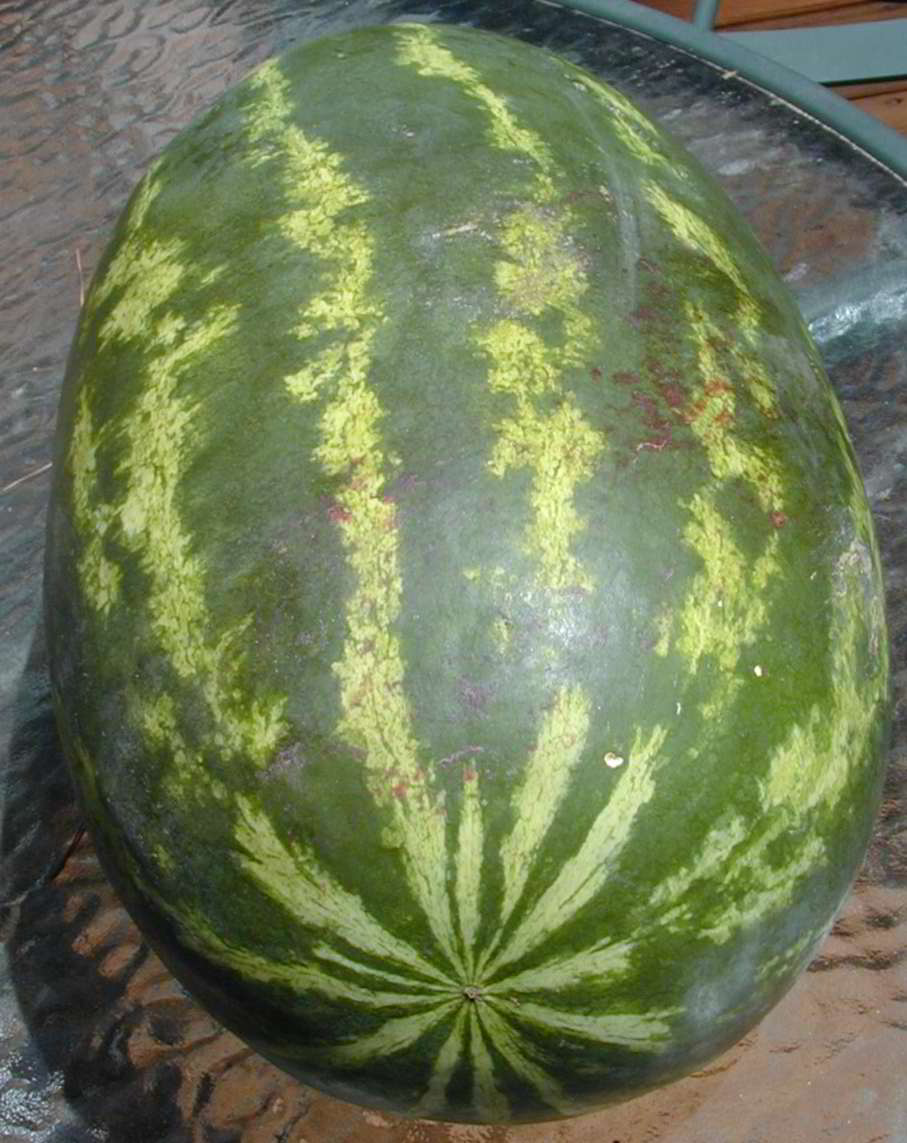
欧米で一般的な形態

果実の外観は緑色の玉に深緑色の縦縞が入ったものが一般的であるが、薄緑色のものや黒に近い深緑色のものもある。玉形の他に楕円形の品種もあり欧米では楕円形が主に流通している。同じウリ科の果菜類であるメロンは、主として甘く熟した果皮の部分を果肉として食べるが、スイカの果皮は内側の薄い層しか甘く熟せず、主に種子をつける胎座の部分を食用とする。果皮はキュウリを僅かに甘くしたような味だが、生のまま果皮まで食べることは少ない。
日本で縦縞模様の品種が登場したのは、明治時代に黒皮系とアメリカ品種との交雑などにより、縞模様の「大和」などが登場した。広まったのは昭和初期ごろといわれ、それまでは黒色の無地で「鉄かぶと」と呼ばれていた。果肉の色は赤もしくは黄色。大玉の品種で糖度 (Brix) は11 - 13度程度。果実中心及び種子周辺の果肉の糖度が最も高い。
果肉は、水分が多く90%以上。様々な品種があるが、一般に果肉は紅色、甘くて多汁である。果肉は赤色のほか、黄色、オレンジ色などがあり、サイズも大玉・中玉・小玉まで様々ある。

### 野生スイカ
21世紀現在の栽培種のルーツは、スーダンのコルドファン地方にあると考えられている。野生のスイカは、ほとんど甘みがないが、水分だけは胎座部分に大量に蓄えられている。しかし、胎座部分は栽培種と異なり多くの隙間があり、現在の栽培種のようなリコピンを豊富に含んだ胎座が隙間なくある状態ではない。この野生種から現在の栽培種へと至る過程は、17世紀の画家ジョバンニ・スタンキ（Giovanni Stanchi）や、ジュゼッペ・レッコ（Giuseppe Recco）が描いたスイカの静物画に見ることが出来る。また、スイカは水分の反応に敏感で、土壌の水分量が過多になると、現在の栽培種でも果実の中に栄養や水分を送るための維管束の管が極端に広がり、内部が、原種に近いような模様のスイカになる。
スイカは元々、自生地が乾燥地帯であるため、野生動物は水分を目当てにスイカの果実を摂食することになり、胎座の水分ごと種子を飲み込んで糞とともに排泄し、種子散布が行われる。人類によるスイカの利用もこの水分を目当てに始まり、同時に脂肪と蛋白質に富んだ種子をも食用にするようになったと考えられる。
日本の改良種のスイカにはナトリウムや蛋白質はほとんど含まれないが、カラハリ砂漠に自生する野生種には1.19ミリグラムのナトリウム、8.7グラムの蛋白質が含まれる。野生のスイカは砂漠の生活において貴重なミネラルや栄養の供給源となっている。

## 食材
| 切り分けた果実 |  | 切り分けた果実 |
| 切り分けた果実 |  |                |

みずみずしい食感と甘味を持つスイカの果実は、夏の7 - 8月が主な旬とされる。果実は全体につやがあり、縞模様がくっきりしていて、手に持つとずっしりとした重みのあるものが良品といわれている。また、カットしたときに種が黒く熟しており、果肉の赤色と果皮の白色の境目がはっきりわかるものがよいとされる。収穫後は日ごとに風味が落ちるため早めに食べきるのが良く、果実を丸のまま保存する場合は風通しの良い日陰に置き、カット品は切り口をラップに密着させて全体を包み冷蔵する。

### 果実
原産地域に自生する果実は、果肉に苦味が強いため、ヒトの食用には適さない。それは原産種に近縁の種も同様である。これらの品種の果肉について、少なくとも現代のヒトは、含まれる水分を飲料水以外の生活用水に利用するのみとなっている。一方、キリンなど野生動物などは好んでこれを食べる。
食用できる果実は、いずれの文化圏であれ、両手で持ちやすい半円形や片手で持ちやすい三角形になるよう薄く切ったり、一口で食べられる小さなキューブ状（立方体）に切り分けるなどして食べるのがオーソドックスである。イスラエルの場合は、甘みを引き立たせるために現地で「ブルガリット（ブルガリアチーズ）」と呼ばれている白くて硬質な塩漬けチーズ（ブルガリアではシレネと呼ぶ）を振り掛けるのが昔からの定番であった。これも強い塩味で甘みを引き立たせるというものであるが、この食習慣は21世紀の若者にはあまり引き継がれていない。
日本には、果肉と果汁を加熱濃縮した「西瓜糖（すいかとう）」と呼ばれる加工食品が現在もあり、明治時代ごろから大正時代にかけては民間療法の健康食品として特によく売れたという。日本のものより古い時代の中国の文献にも「西瓜糖」の名があることから、中国ではもっと古い時代に作られていた可能性がある。西瓜糖はジャム状の食品であり、砂糖が入っておらず、スイカ自体の糖分によって甘みがある。ジャムや甘味料の代わりにも用いられる。
世界では、ジェラート、ゼリー、缶詰などに加工されることも多い。
赤色であれ黄色であれ、スイカの果肉の瑞々しく鮮やかな色彩は、非常に見栄えがするため、料理においては色彩的演出効果が高い。この特徴を効果的・大々的に活用してきた例として、中華料理において縁起の良い文字や絵を刻んで装飾したものが宴席に供されている。

### 種子
アジアでは種子を炒って歯で割り、中身を食べる地域が多い。中国では西瓜子と呼ばれ、酒のつまみ、料理、菓子などに用いられており、炒って味付けされたものは日本に輸入されている。普通のスイカよりも大きな種をつける、採種専用の品種も存在する。またスイカの原産地であり利用や栽培の始まったアフリカでも、種子を炒って粉末にするなどし、食材として利用する食文化が存在する。特に原産地に自生する果肉の苦味の強い近縁種は、果肉自体は人間の食用に適さないので飲料水以外の生活用水として利用し、種子のみを食用とする。また、スイカ皮や、より品質の高い果実を収穫するために摘果した小さな未熟果実の漬物・ピクルスもポピュラーである。

### 栄養価
スイカの甘味は果糖で、冷やしすぎると舌が甘味を感じにくくなるので、食べる2 - 3時間前に冷やすのが理想とされる。果肉や種子に含まれるカリウムはむくみ解消ならびに利尿作用があるため、暑さで体力を消耗し水分を過剰摂取することで起こりがちな夏バテに効果があるとされている。スイカから発見されたアミノ酸の一種で、他のウリ科の作物にも含まれるシトルリンもまた、血管拡張による冷えの改善に加え、むくみ解消や利尿作用の効果があるといわれ、特にスイカの果皮に多く含まれている。赤い果肉の色素は、抗酸化作用があるカロテノイドのβ-カロテン、リコピンが豊富に含まれていることでも知られる。

## 品種
スイカの種類は、赤肉の大玉スイカが最も一般的であるが、品種改良が進み、ラグビーボールような形の枕形大玉種や、縞模様がない黒緑色の大玉種、果肉が黄色のもの、あるいは種子をコルヒチン処理し倍化させることで一代雑種（F1）の三倍体にして種を無くした種なしスイカがある。軟X線照射花粉の授粉による種なしスイカ作出も行われている。アメリカでは種無しスイカが一般的であるが、種無しスイカは2021年現在、日本国内においてあまり普及しておらず、要因は2倍体スイカよりも種苗代が高額・栽培に技術が必要と2点が挙げられる。大玉スイカは約3 - 8キログラム (kg) になり、小玉スイカは1.5 - 3 kgで皮や甘味が強い。富山県入善町では「ジャンボスイカ（黒部スイカ）」とよばれる長形大玉種が栽培されていて、平均重量15 kg、最大30 kg程度に成長する。

### 日本の主な品種
- 赤肉系大玉品種
  - 祭ばやし - 1995年に萩原農場が発表した日本全国で生産される人気の品種で、濃い緑色に黒い縞模様の大玉種。代表品種「祭ばやし777」、その後継品種「祭ばやしRG」、さらに大玉の「祭ばやし8」などがある[29]。
  - 縞無双 - 神田育種農場が育成した縞模様がくっきりした赤肉の大玉品種。ふつう果重7 - 8kgほどであるが肥大性に富む[30]。
  - 必勝
  - 竜宝
  - 暁ひかり
  - 日章
  - 翠章
  - 貴ひかり
  - 富士光
  - 朝ひかりSR
  - サマーキッズ
  - アイスクリーム - 1901年（明治34年）に奈良県でアメリカから導入（2021年時点では流通無し）。
  - 太陽 - 黄色い果皮に濃い縞模様が入る大玉種。果肉は赤く、糖度は高い。[4]
  - 縞王（しまおう） - 日本の代表的な縞皮・赤肉の果重7 - 8 kgになる大玉スイカのF1品種で、糖度は11 - 12度ほどある。山形県や鳥取県産が有名であるが、北海道から沖縄県までどの土地でも栽培しやすい。「縞王シリーズ」として品種が多数ある。[4][30]

- 三倍体種なし赤肉系品種種なしスイカ
  - ひとつだね
  - 3xブラックジャック
  - ほお晴れ

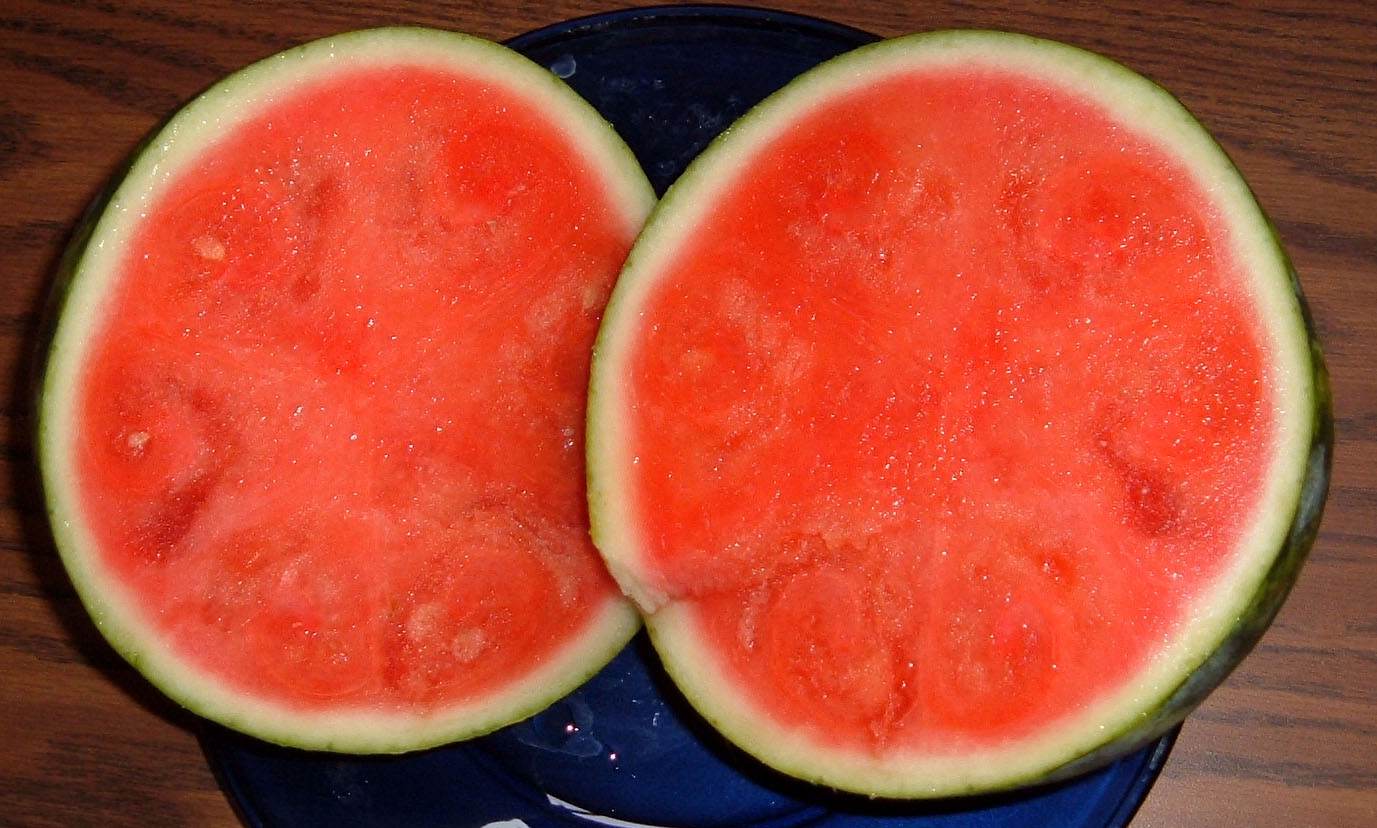
種なしスイカ

- ナノシード系品種（ナノシードとはマイクロシードよりタネサイズが小さいもの）
  - ぷちっと - 萩原農場が2021年に発売した品種で[18]、大玉〜中玉。種は通常の8分の1のサイズで、向上した食味に加え、種の食感も一緒に楽しめる[18]。
  - ひとりじめナノ - 小玉

- マイクロシード系品種マイクロシード種子と一般小玉スイカ種子

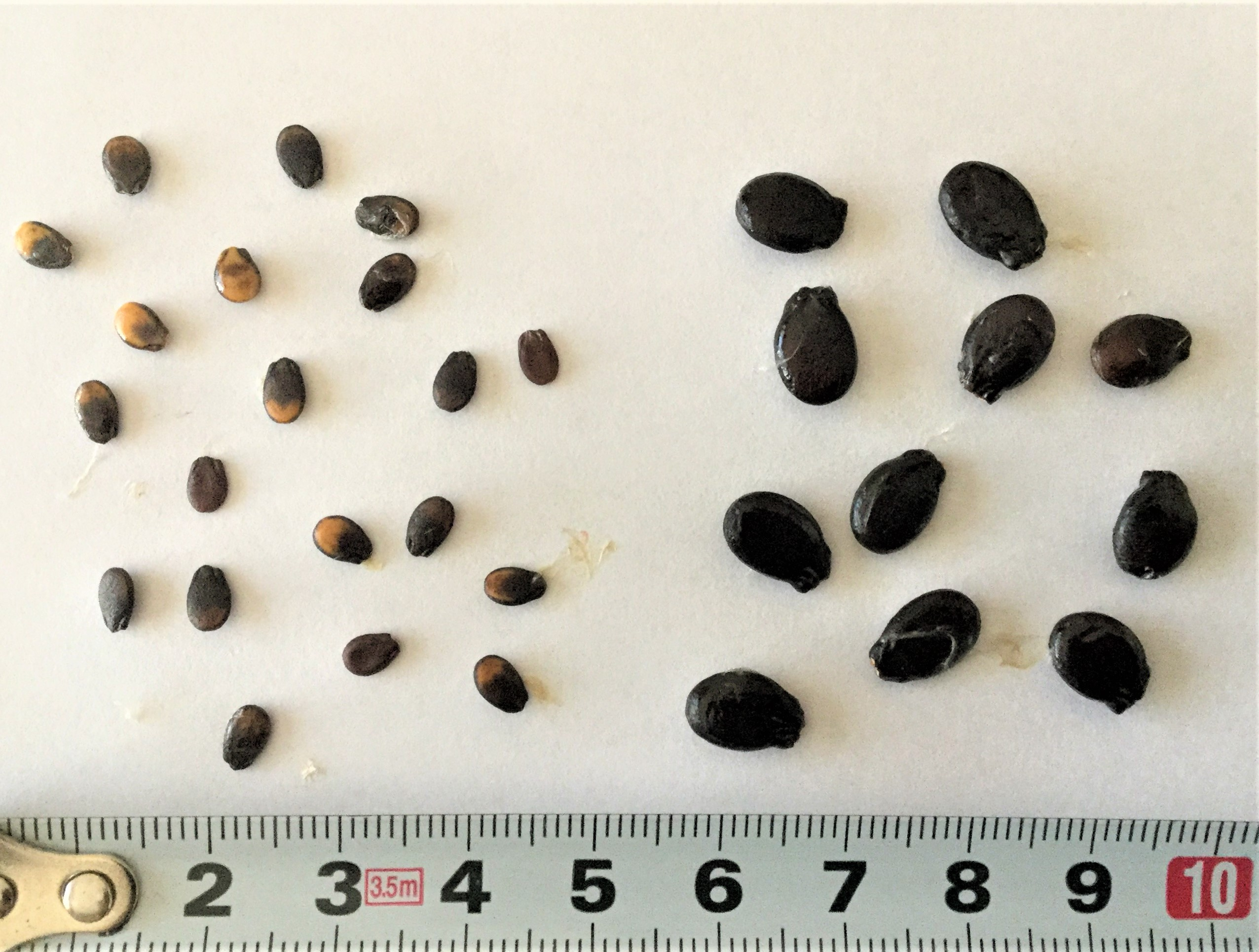
マイクロシード種子と一般小玉スイカ種子

  - ピノ・ガール - ナント種苗が育成し、2020年に商業生産を開始した小玉・縞皮・赤肉の商標名。種はマイクロシードとよばれ、一般のスイカの4分の1の大きさでそのまま食べられる。[30]
  - ピノダディー - 大玉・黒皮・赤肉

- 中玉系品種
  - 旭大和（あさひやまと） - 昭和初期に作られた「大和」系の品種で、果皮は薄い緑色で薄い縞模様が入るのが特徴。赤肉で、重さ6キログラムほどになる。[4][31]

- 小玉系品種
  - ひとりじめ - 萩原農場が開発した小玉スイカのベストセラー品種で、シャリッとした食感、高い糖度、薄い果皮が特徴。代表品種「ひとりじめ7」のほか、高糖度や耐暑性・低温性に優れた特性を持つシリーズがある[29]。
  - 金福 - 福井県福井市で育成し、2003年に農林水産省の品種登録を受けたオリジナル品種。種なし・赤肉の小玉スイカで、果皮が黄色いのが特徴。[30]
  - 黒子玉 - 熊本県で育成されたブランド品種で、品種名は「ひとりじめBonBon」。皮が黒い小玉スイカで、果肉が赤い。[30]
  - スウィートキッズ - 萩原農場が改良した甘い小玉スイカの品種で、糖度は13度に達することがある[30]。
  - 紅こだま - 小玉スイカの代表的な品種。赤肉で糖度が高く、きめ細かな舌触りで食味がよい。[30]
  - 夢黒小玉 - 熊本県産の果皮が黒っぽい濃緑色で、果肉が赤い小玉種。糖度12度以上と甘く、歯ごたえもよい。[4]

- 黒皮系品種
  - タヒチ - サカタのタネの黒皮、赤肉で果重7 - 8 kgになる大玉品種で、「ばくだんスイカ」「ダイナマイトスイカ」「でんすけすいか」などの商品名で流通。育ち始めの実は縞模様であるが、日光に当たると黒くなる。肉質はよく締まり、甘味は強い。[4][32][29]
  - ブラックジャック
  - 月美人（黄肉）
  - アジアン小町（黄肉）

- 長形品種ギャンブルシティのマカオのスーパーに搬入された、スイカ(18.5kg）、カットされて陳列される。

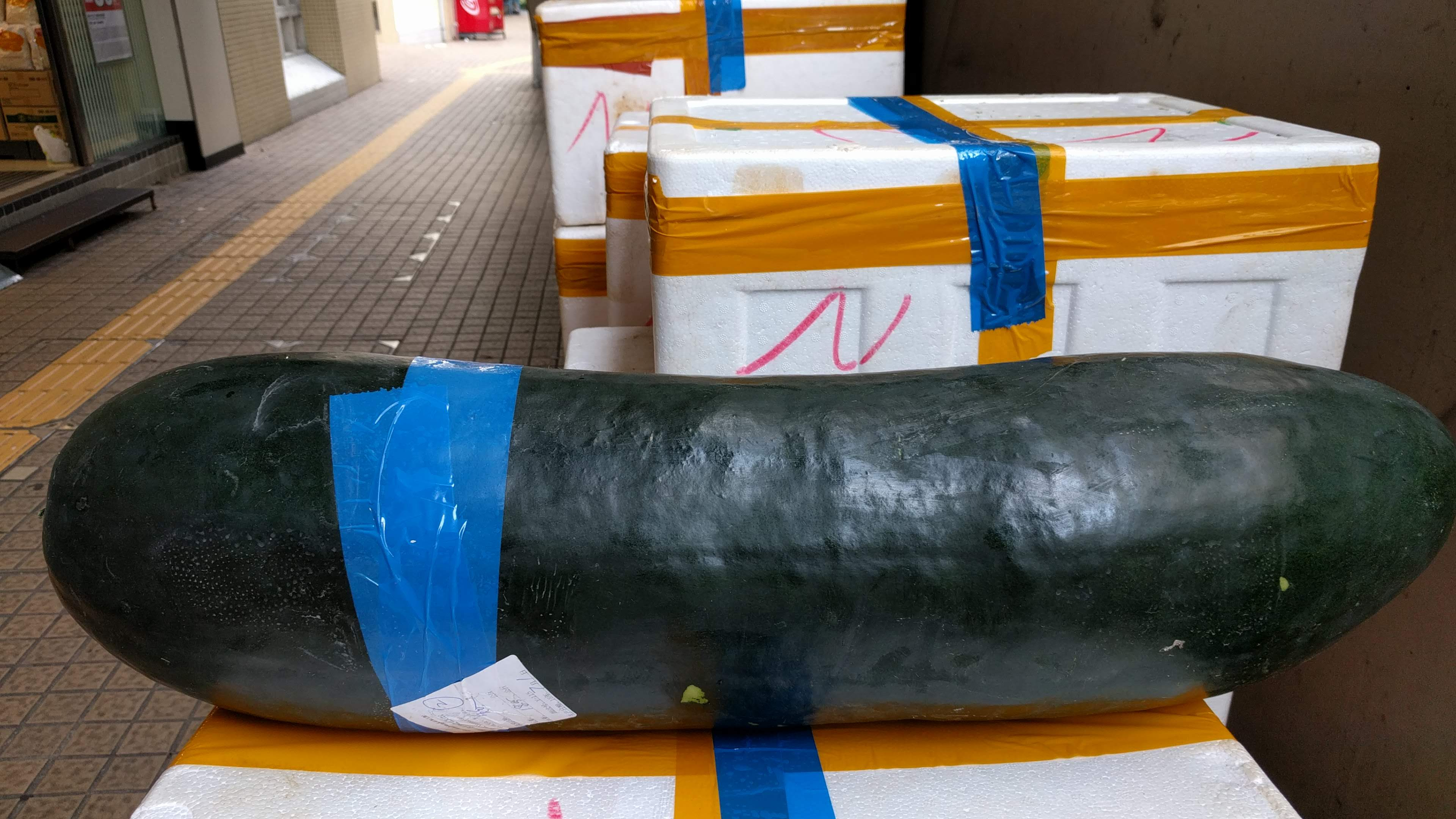
ギャンブルシティのマカオのスーパーに搬入された、スイカ(18.5kg）、カットされて陳列される。

  - マダーボール - ラグビーボール形の赤肉の小玉スイカ。「マダー」は果肉の茜色から。皮は薄く、果肉は甘みが強く果汁が多い。黄肉の「ゴールドマーダーボール」もある。[4][30]
  - 黒部スイカ - 明治時代に米国から導入された「ラットルスネーク種」。黒部川の扇状地に位置する富山県入善町では、明治から栽培されており「入善ジャンボスイカ」のブランドで特産物にしている。[30]
  - ゴールド小町 - 黄皮系
  - ひとりじめスマート

- 黄肉系品種 黄肉種

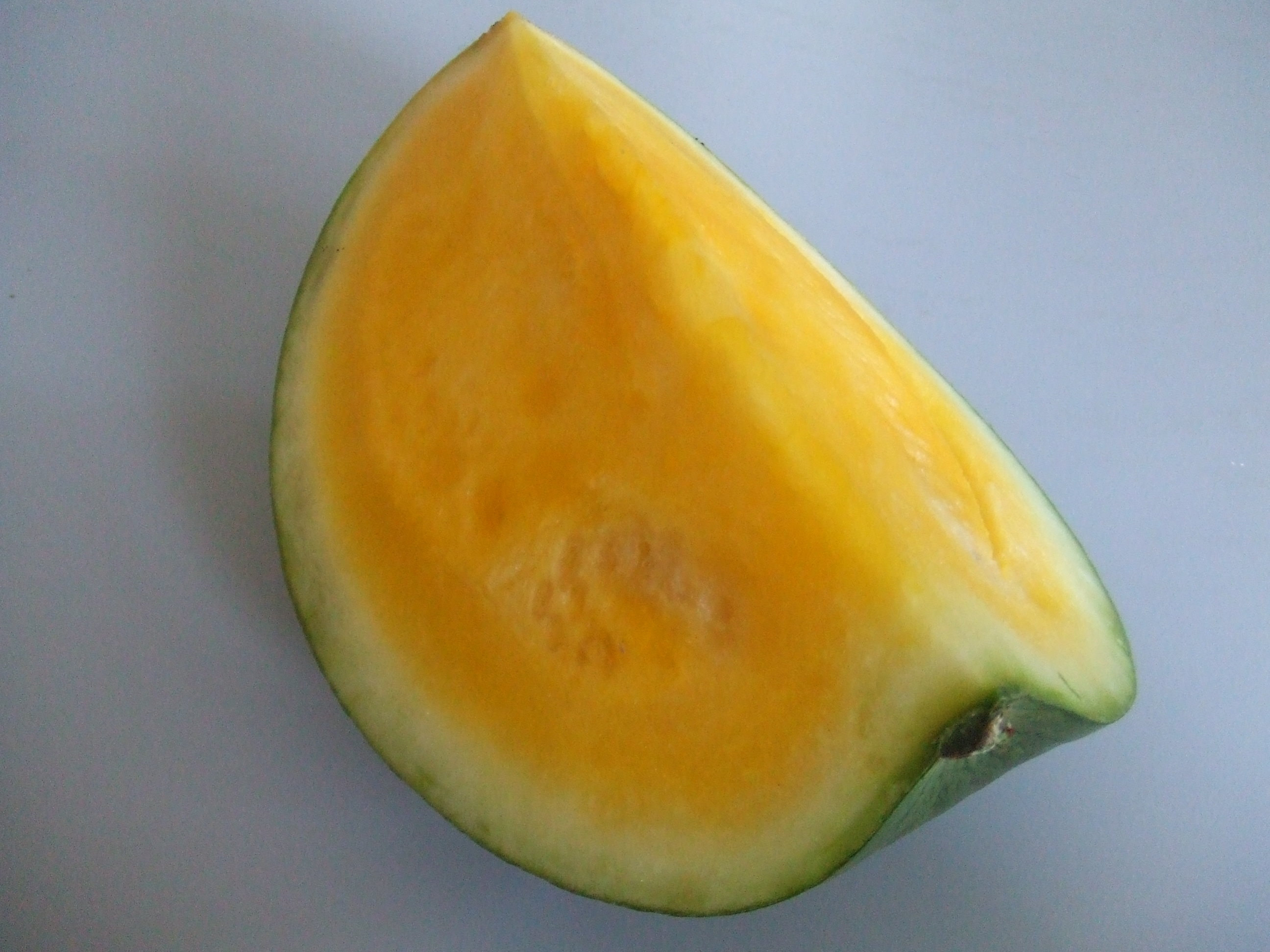
黄肉種

  - サンダーボルト - 黒皮黄肉の大玉品種。
  - 黄太郎
  - こがね - ナント種苗が育成した果肉が黄色い「クリームスイカ」の大玉品種で、果重12 kgまで育つ。とろける食感と爽やかな甘みがある。[30]
  - イエローキッズ
  - 大和こだま
  - ニューこだま
  - ひまわり - 果皮は緑色に黒い縞模様、果肉は淡い黄色の小玉種。糖度11度で、すっきりした甘さがある。[4]
  - 金色羅皇（こんじきらおう）- ナント種苗が育成し、2021年に登場した品種。糖度が穏やかな従来までの黄肉種の常識を打ち破る、圧倒的な糖度を誇るのが特徴。

- オレンジ色品種
  - サマーオレンジ - 果肉が鮮やかなオレンジ色になる品種で北海道や山形県、熊本県などで特産物として販売される。果皮は濃緑色で黒色の縞模様が入る。種は少ない方で、糖度12.5 - 13度と甘い。大玉・中玉・小玉の各サイズでシリーズ化されている。[4][30]

- 白色品種
  - クールチャージ・潤

- 花粉専用品種
  - SA-75

- 漬物用品種
  - 源五兵衛（和歌山県）

- 超小型品種韓国で栽培されているアップルスイカ

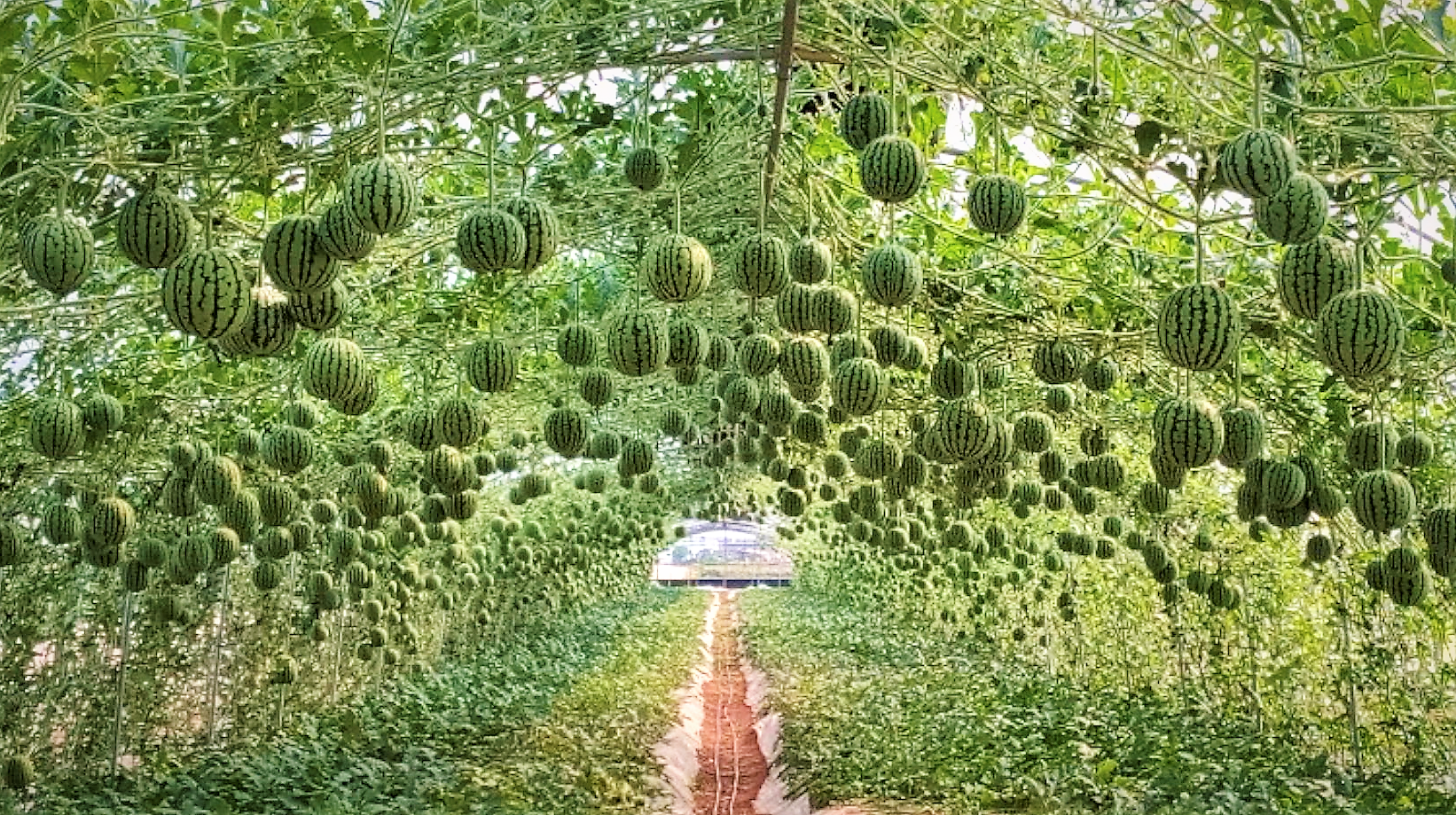
韓国で栽培されているアップルスイカ

  - アップルスイカ - 現在韓国で栽培されているリンゴ大の品種、近く日本国内にも導入される見込み。

## 栽培
春（4月ごろ）に苗を植え付けて夏（7月ごろ）に収穫する果実的野菜。野菜のうちでは最も強光を好み、生育適温は昼間28 - 30度、夜間15度以上と高く、日当たりのよい場所で栽培する。土質は選ばず、砂質から粘土質まで適応幅は広い。しかし、連作を最も嫌う野菜として知られており、畑は他のウリ科作物を4 - 5年作っていない砂質の水はけと日当たりの良い場所にする。湿度にも弱く、連作ができないため栽培難度は高いといわれている。家庭で育てる場合は、小玉種が育てやすい。
現在では病気や連作に強い苗を育てるため、カンピョウ（ユウガオ）やカボチャ台木にした接ぎ木苗を購入して栽培するのが一般的になっているが、種から育てる実生栽培のほうが食味は優れている。敷き藁でマルチングをして乾燥気味かつ清潔に育てるのが重要となる。
苗をつくるときは、育苗箱に種をまき、発芽適温は25 - 30度で保温して発芽させる。発芽後、本葉1枚になったら育苗ポットに鉢上げし、本葉5 - 6枚の苗に仕上げる。圃場には植え付け1か月前から元肥を入れて良く耕しておき、幅2.5 - 3 mの畝を作り、苗を80 - 100 cm以上間隔を空けて植え付ける。深植えしすぎないようにし、植え付け後はたっぷりの水を与える。植え付けから初夏まではツルが伸びていく時期で、伸びたツルの本葉5 - 8枚ほど（5 - 8節）で先端を摘んで小ヅルを3 - 6本ほど出して、各小ヅルに2個の実を成らせる。大玉品種は1株3 - 4個、小玉品種は1株7 - 8個ほど実を成らせるのが基本とされ、実が膨らんで鶏卵大になったら摘果する。生長期の孫ヅルはすべて摘み取る。また、小ヅル同士が重ならないように整えたら、ツルの下には敷き藁を敷いておく。
スイカは雌雄異花の虫媒花である。1番花と2番花は良い果実ができないため、小ヅルの20節前後につく3番花を結実させる。黄色い花は、雄花とつけ根に丸い膨らみがある雌花があり、晴れた日の朝（6 - 9時）のうちに雄花を花茎ごと摘んで、雌花の雌しべ（花柱）に花粉（葯）をこすりつけて人工授粉させると確実に着果する。授粉後、雌花のつけ根がタマゴ大に膨らんだら、ツルの先端に少量の追肥しておくとよく、授粉後35日 - 45日前後で収穫時期を迎える。果実が地面に接している部分は色づきが悪くなるため、ある程度の大きさになったら実をツルごと持ち上げて置き直す「玉直し」を行うと、実が均等に熟す。実の近くの巻きひげが枯れてきたころが収穫の目安で、収穫後は2 - 3日ほど追熟するとさらに実は甘くなる。収穫は果実を叩いて低い音で判断することもあるが、熟度を知るには確実性欠けるため、交配日を目印にしておけば熟度は判定できる。

### 連作障害・病害
水持ちが良い土壌で栽培すると、途中でつる割病などが発生して枯れてしまう。病気に対しては、雨の後と、晴天時でも10日ごとに殺菌剤を散布することにより予防につながる。炭疽病は雨の多いときに発生しやすく、葉が混み合っているところを入念に薬剤散布して防除する。
連作障害やつる割病に弱いため、台木としてユウガオやカボチャなどの台木を用いる接ぎ木栽培をすると、耐病性が付与され、連作も可能になる。
スイカ果実汚斑細菌病（BFB）の病原細菌はウリ科雑草のアレチウリ、カラスウリに病原性を有するが、アマチャヅルには病原性がない。病斑を形成した発病苗やウリ科雑草は2次伝染源となる可能性がある。スイカ作付け圃場周辺にカラスウリ、アレチウリが自生している場合は、抜き取って処分する。わが国では1998年にスイカで発生、その後メロン、トウガンなど瓜類での発生が確認されており、瓜類の種子伝播を防ぐため種苗メーカーによる厳格な検査体制を敷いている。

### スイカの爆発
収穫直前に大雨が降るなどして内部に腐敗を生じガスで内圧が高まることで爆発を起こすことがある。
2011年、中国の村で、収穫前のスイカが自然破裂する現象が、相次いで起きた。地元当局は「スイカ爆発事故調査チーム」を結成した。原因については、開花時期に使用すべき植物成長調整剤であるホルクロルフェニュロンを誤って収穫直前に使用したことや豪雨などが報道されている。

## 生産・流通・消費

### 世界における生産量

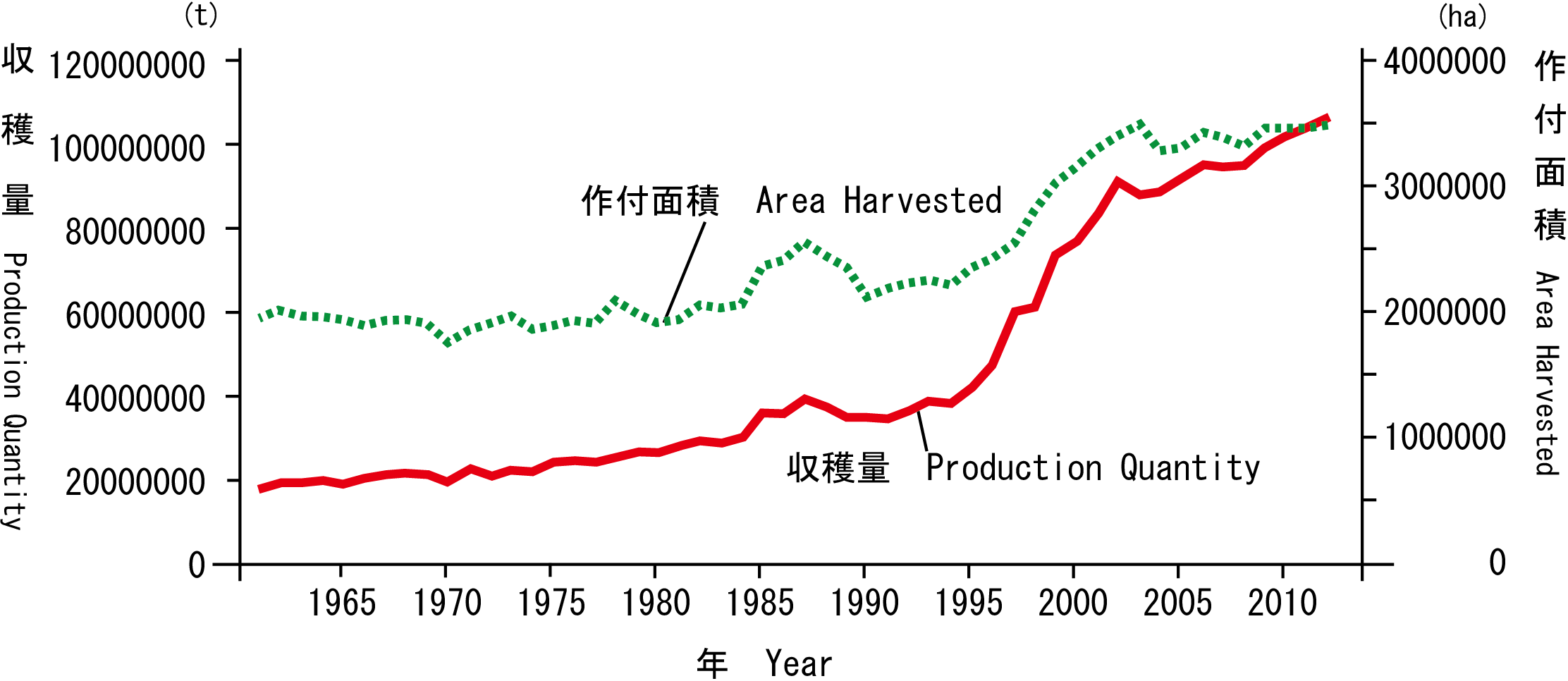
世界のスイカの収穫量と作付面積の推移（1961-2012年）

スイカの生産において、圧倒的な地位を占めるのが中華人民共和国である。国際連合食糧農業機関（FAO）の2012～2016年の統計によると、世界生産量147,372,341トン（t）のうち、79.2%（117,000,000トン）を中国一国で生産している。2位以降はトルコ（4,044,184トン、4%）、イラン（3,800,000トン、4%）、ブラジル（2,079,547トン、2%）、エジプト（1,874,710トン、2%）である。以下、アメリカ合衆国、アルジェリア、ロシア、ウズベキスタン、カザフスタンが続く。日本の生産量は380,000トン（0.36%）に過ぎない。
世界のスイカの収穫量上位10か国（2016年）
| 収穫量順位 | 国             | 収穫量（t） | 作付面積（ha） |
| ---------- | -------------- | ----------- | -------------- |
| 1          | 中華人民共和国 | 117,000,000 | 1,815,000      |
| 2          | トルコ         | 4,044,184   | 165,000        |
| 3          | イラン         | 3,800,000   | 145,000        |
| 4          | ブラジル       | 2,079,547   | 94,612         |
| 5          | エジプト       | 1,874,710   | 63,066         |
| 6          | アメリカ合衆国 | 1,770,630   | 51,600         |
| 7          | アルジェリア   | 1,495,081   | 54,626         |
| 8          | ロシア         | 1,453,315   | 125,100        |
| 9          | ウズベキスタン | 1,350,000   | 46,000         |
| 10         | カザフスタン   | 1,154,900   | 56,700         |
| ―          | 世界計         | 105,372,341 | 3,472,997      |

日本の収穫量は26位で380,000t、作付面積は39位で12,000haである。

### 日本における流通・消費形態

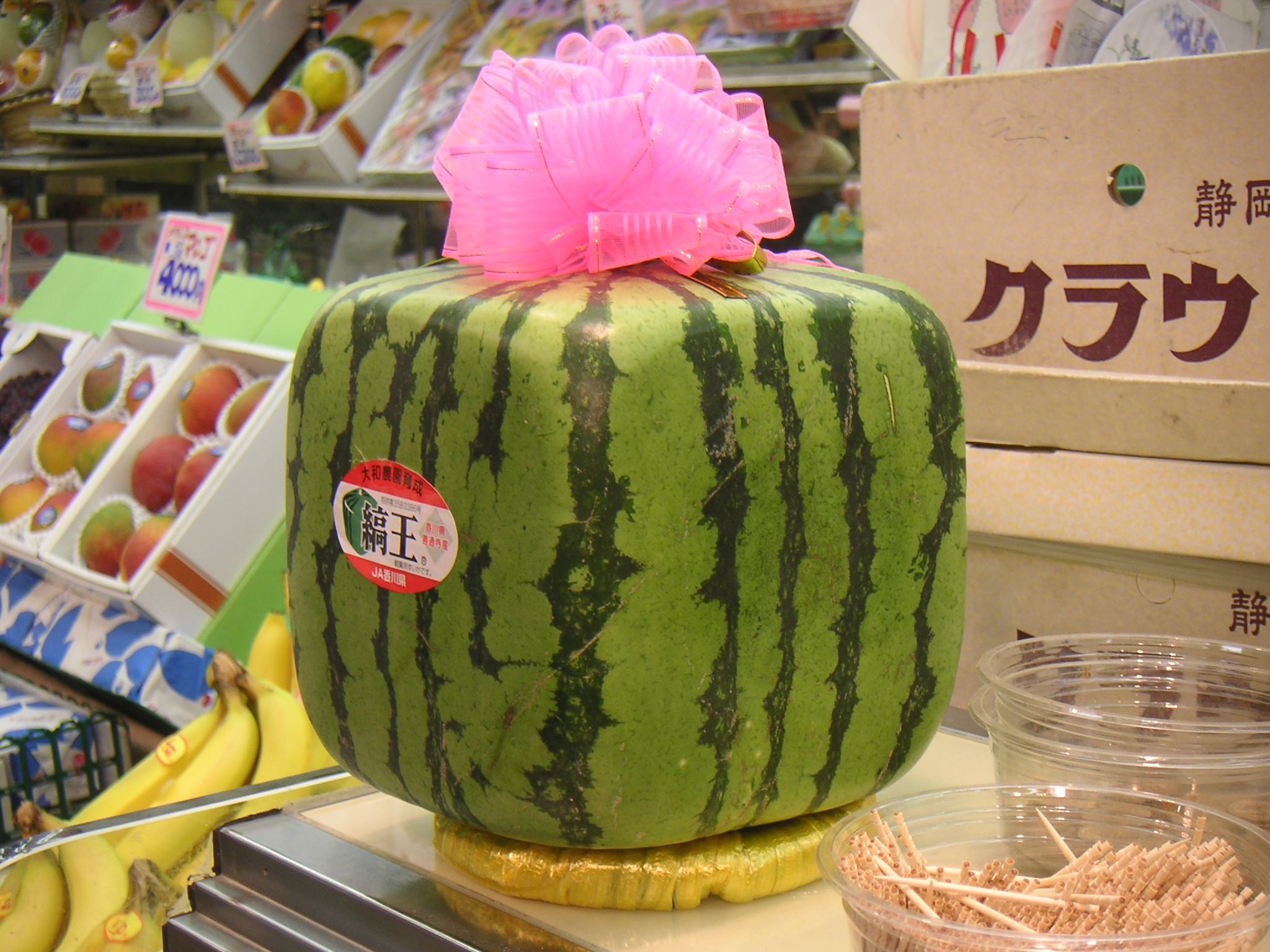
四角スイカ。1970年代に香川県善通寺市の生産者が、スイカに付加価値を加えて観賞用として販売したのが始まり。

まるごと販売されるのが基本であるが、スイカはかなり大きな果実のために、日本の今日の家族形態の大半を占める小規模な核家族では冷蔵庫などで保存しにくい、食べきれないという問題がある。そのため、八百屋や果物屋、あるいはスーパー等では、1⁄2、1⁄4、1⁄6等に切断し、フィルム包装の上冷蔵したものを販売していることも多い。かつて農村の大家族では井戸で冷蔵保存し、一度に消費し切るだけの人数がおり、都会でも濃密な近所付き合いがあり、隣近所に配布（いわゆる「おすそわけ」）されてしまうため、こうした問題は存在しなかったのである。
また、指先の打診で中身の品質を判断できるような熟練した店員がいるが、同じ地域のメンバーとして消費者と信頼関係が構築されていた商店街の小規模商店が衰退、減少した今日では、切断したものの方が、消費者自身の目によって中身を確認できるという利点もある。また、鑑賞・贈答用に特製のケースに入れて栽培した四角いスイカや、異常に巨大に成長した物なども販売され好評を博している。ただし、値段は通常のスイカの5 - 10倍程度。

### 日本の主な産地

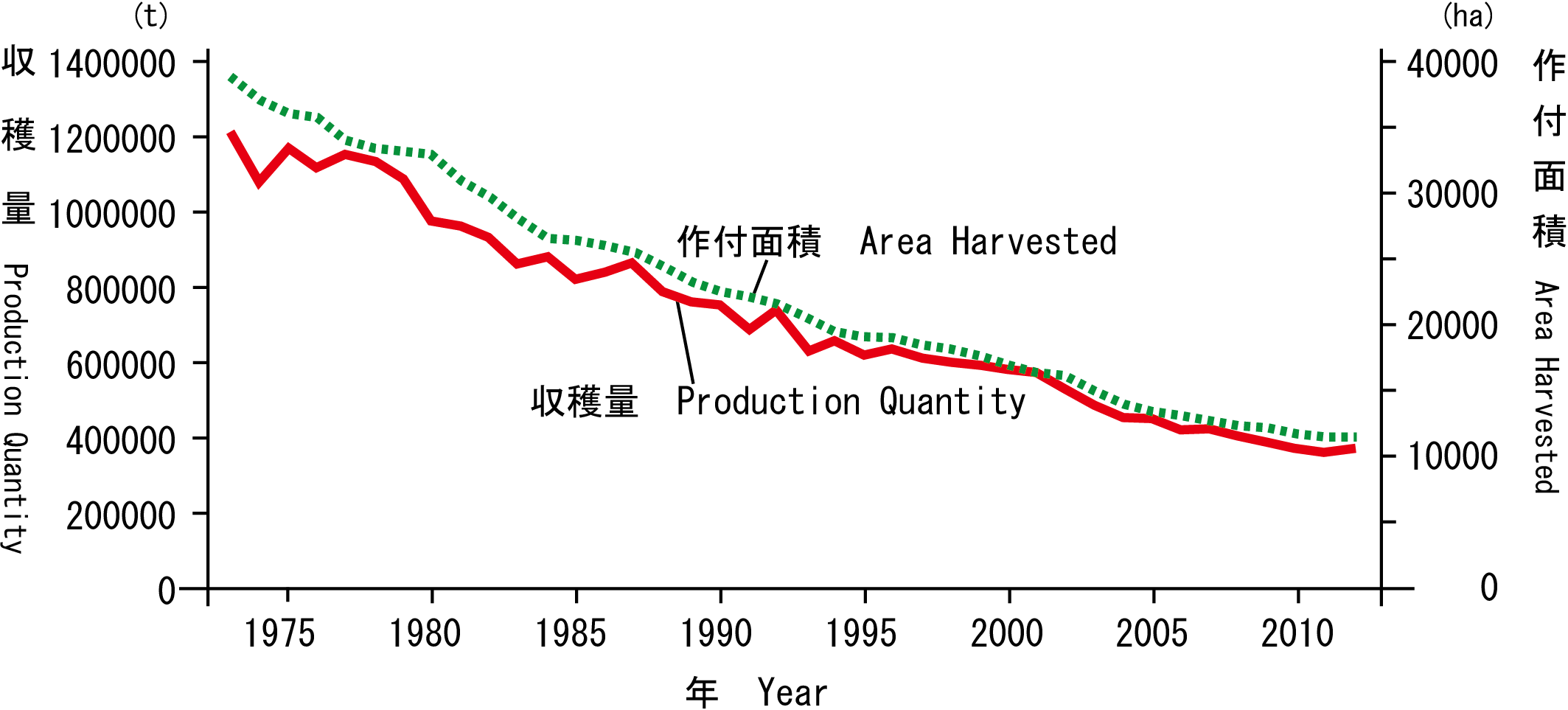
日本のスイカの収穫量と作付面積の推移（1973-2012年）

2021年度の都道府県別の生産量は熊本県（4万9300トン）が最も多く、続いて千葉県（3万7500トン）、山形県（3万2200トン）が続き、例年この3県が収穫量が多い産地となっている。各地方自治体、商工会、管轄農業協同組合（JA）のWEBサイトなどから主な産地を参照したものである。順位は2008年度、2013年度ないしは2014年度におけるスイカ収穫量を目安としているが、全国に産地が分布しているため市場占有率は最大の熊本県でも16 - 17％程度である。また順位において熊本県、千葉県、山形県の上位3県はほぼ変動していないが、以下4位から14位までは年度によって変動が大きい（生産が盛んな県は14位までであり、15位以下と大きく差が開いている）。また、2008年度と比較すると全体的に生産量は減少している。
| 収穫量順位 | 都道府県 | 収穫量（t） | 作付面積（ha） |
| ---------- | -------- | ----------- | -------------- |
| 1          | 熊本県   | 49,300      | 1,280          |
| 2          | 千葉県   | 37,500      | 974            |
| 3          | 山形県   | 32,200      | 785            |
| 4          | 新潟県   | 17,800      | 505            |
| 4          | 愛知県   | 16,700      | 397            |
| 6          | 鳥取県   | 16,700      | 368            |
| 7          | 茨城県   | 15,900      | 385            |
| 8          | 長野県   | 15,000      | 304            |
| 9          | 北海道   | 13,000      | 318            |
| 10         | 石川県   | 12,700      | 280            |
| ―          | 全国計   | 319,600     | 9,200          |

生産上位県
- 熊本県：生産量全国1位。主産地は熊本市（熊本市、旧植木町）、益城町、山鹿市（山鹿市、旧鹿央町）、合志市（旧西合志町、旧合志町）、玉東町、和水町（旧菊水町）など。
  - 熊本市北区 : 同地区（旧植木町）は全国一の産地として有名で、植木スイカがブランド化されている。旬は5月[48]。
  - 熊本市東区：小山戸島地区や秋津地区が中心で、小玉スイカの生産が盛ん。
  - 山鹿市：山鹿市と旧鹿央町が中心で、山鹿は植木に次ぐ一大産地となっている。鹿央地区では「夢大地かもと」という名称でブランド化[49]。
  - 益城町：県内有数の産地で、生産量は熊本市、山鹿市に次ぐ。「ましきすいか」として県内外に出荷。また、県内で最も出荷時期が早く、4月から出荷を行う。
- 千葉県：生産量全国2位。富里と八街の両市で県内生産量の5割を超える。主産地は富里市、八街市、山武市（旧山武町、旧松尾町）、芝山町、銚子市、成田市、千葉市、印西市など。
  - 富里市：富里スイカとしてブランド化。東日本屈指の産地で、皇室に献上してから有名となる。富里スイカロードレース大会などスイカを使った町おこしが盛んである[50]。また、同市にはかつてスイカ模様のガスタンクが建っており（現在は解体）、市のシンボルとして市民に親しまれた[51][52]。
  - 八街市：生産量県内2位で富里に次ぐ主産地となっており、八街スイカとして売り出している[53]。
- 山形県：生産量全国3位。主産地は尾花沢市、村山市、大石田町、長井市など。
  - 尾花沢市：北日本有数の産地。寒暖差の大きい盆地の気候を利用した糖度の高いスイカができることと、消費の多い8月に旬を迎え、尾花沢スイカとして主に首都圏に出荷されるため、1970年代に大産地に成長した[54]。また、隣接する大石田町、村山市でも生産が盛んで、多くは尾花沢スイカとして出荷され、3市町で県内生産量の8割以上を占める。
  - 長井市：伊佐沢地区。流通量が少ないながら、糖度が高い伊佐沢スイカを出荷する[55]。
- 鳥取県 生産量全国4 - 6位。鳥取県の西部から中部一円は大山由来の黒ボク土壌が広がり、「鳥取すいか」は県を代表する農産物の一つになっている。県内の野菜のなかでスイカは生産量1位、産出額は2位（2008年）[56]。特に、北栄町から倉吉市に広がる倉吉平野は県内のスイカ生産の中心地で、6月から7月にかけて出荷のピークを迎える[56]。主産地は北栄町（旧大栄町）、倉吉市、琴浦町（旧東伯町）など。
  - 北栄町 : 西日本を代表するスイカの産地。旧大栄町は「大栄西瓜[56]」として戦後まもなくよりブランド化を推進し、平成20年に商標化。主に関西に出荷される。「春のだんらん[56]」、「筑波の香[56]」、「祭ばやし[56]」、「がぶりこ[56]」などの品種が栽培され、「極実すいか[56]」、ドバイの太陽（2008年よりドバイへ輸出。現地王族に「ハチミツのようだ」と絶賛され1玉3万円の値がついた[57]）などのブランドでも話題になった。
  - 倉吉市：生産、出荷量で県内2番目の産地。「極実スイカ[56]」（スイカ台木にスイカの穂木を接いだ苗から育てる栽培法）を特産する。
  - 琴浦町：生産、出荷量で県内3番目の産地。「東伯スイカ」として売り出しており、「がぶりこ」という黒皮スイカの名産地でもある。
- 新潟県：生産量全国4 - 6位。主産地は新潟市（新潟市、旧巻町）、南魚沼市（旧大和町）、小千谷市など。
  - 新潟市西区：県最大の産地。砂丘沿いの赤塚地区が主産地で、砂丘スイカ、赤塚スイカとして市場に出荷[58]。
  - 南魚沼市：旧大和町の八色原で栽培される八色スイカで知られる産地。高糖度の高級品としても知られる[59]。
- 長野県：生産量全国5 - 6位。主産地は松本市（旧波田町、旧松本市、旧山形村）など。
  - 松本市：とりわけ旧波田町が県内最大の産地で、下原地区の下原すいかが広く知られ高級ブランドとなっている。また、産地は周囲の松本市和田地区、旧山形村にまたがっており、管轄JAの名をとって松本ハイランドすいかとして下原スイカを含め県外に販売[60]。

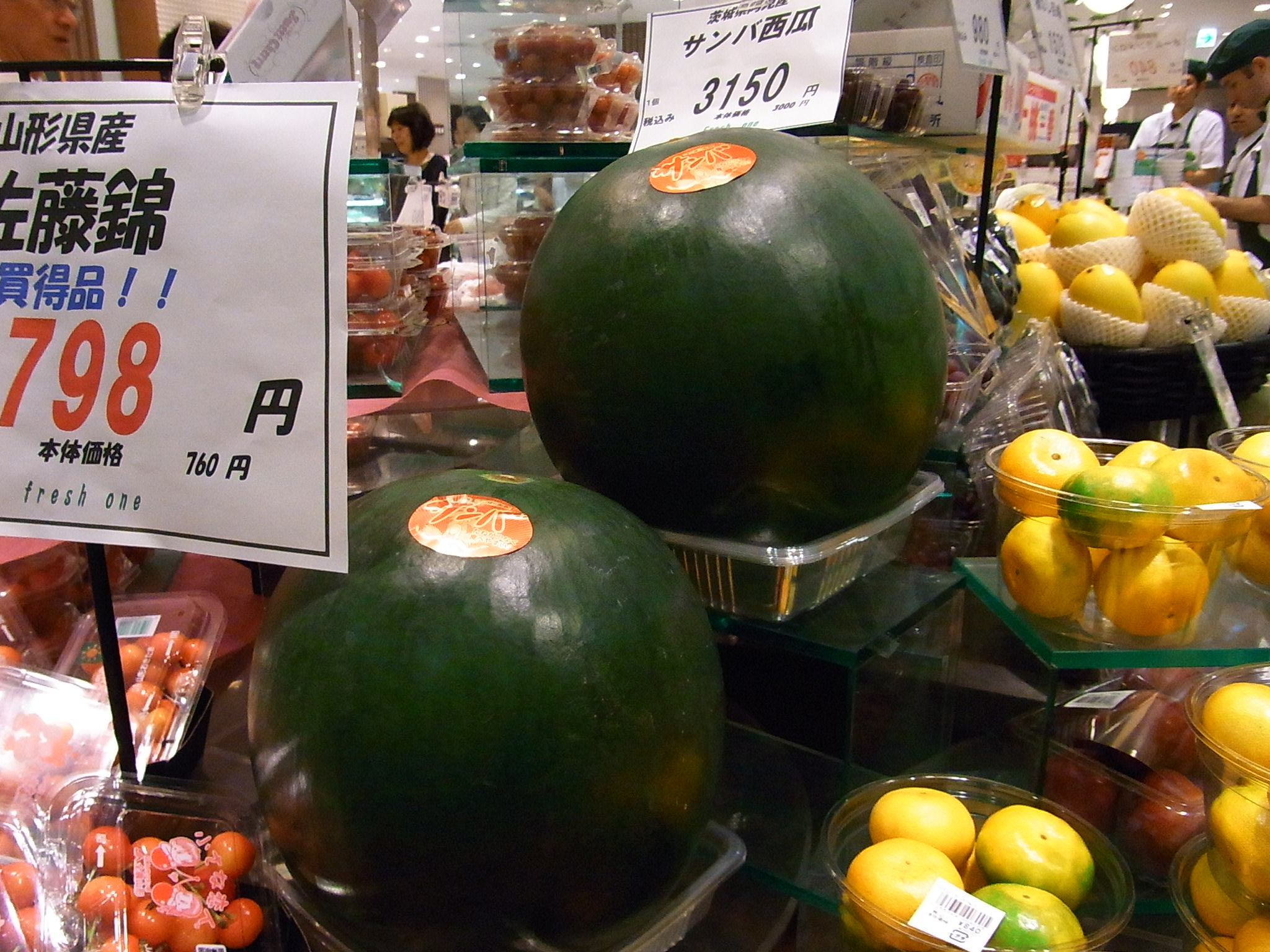
サンバ西瓜（茨城県阿見産 2010年7月13日撮影）

#### 生産が盛んな道県
- 茨城県：生産量は全国6 - 8位。小玉スイカの生産が盛ん。大玉スイカの産地は牛久市、阿見町、常総市（旧石下町）、下妻市（旧千代川村）など。小玉スイカの産地は筑西市（旧協和町、旧関城町）、桜川市（旧真壁町、旧大和村）、八千代町など。
  - 牛久市：銘柄推進産地の大玉スイカ産地。河童伝説にちなみ、牛久河童すいかとして出荷している。
  - 阿見町：銘柄推進産地の大玉スイカ産地。阿見スイカ、阿見のすいかなどとして県内外に出荷[61]。
  - 常総市・下妻市：銘柄推進産地の大玉スイカ産地。JA常総ひかりが管轄しており、常総市石下地区と下妻市千代川地区に跨がる。大玉スイカ産地としては県内で最も栽培面積が広い。
  - 筑西市、桜川市：県内最大のスイカ産地。旧協和町、旧関城町、旧真壁町で栽培が盛ん。小玉スイカが中心で、小玉スイカにおいて全国有数の規模であり、県の銘柄産地となっている。

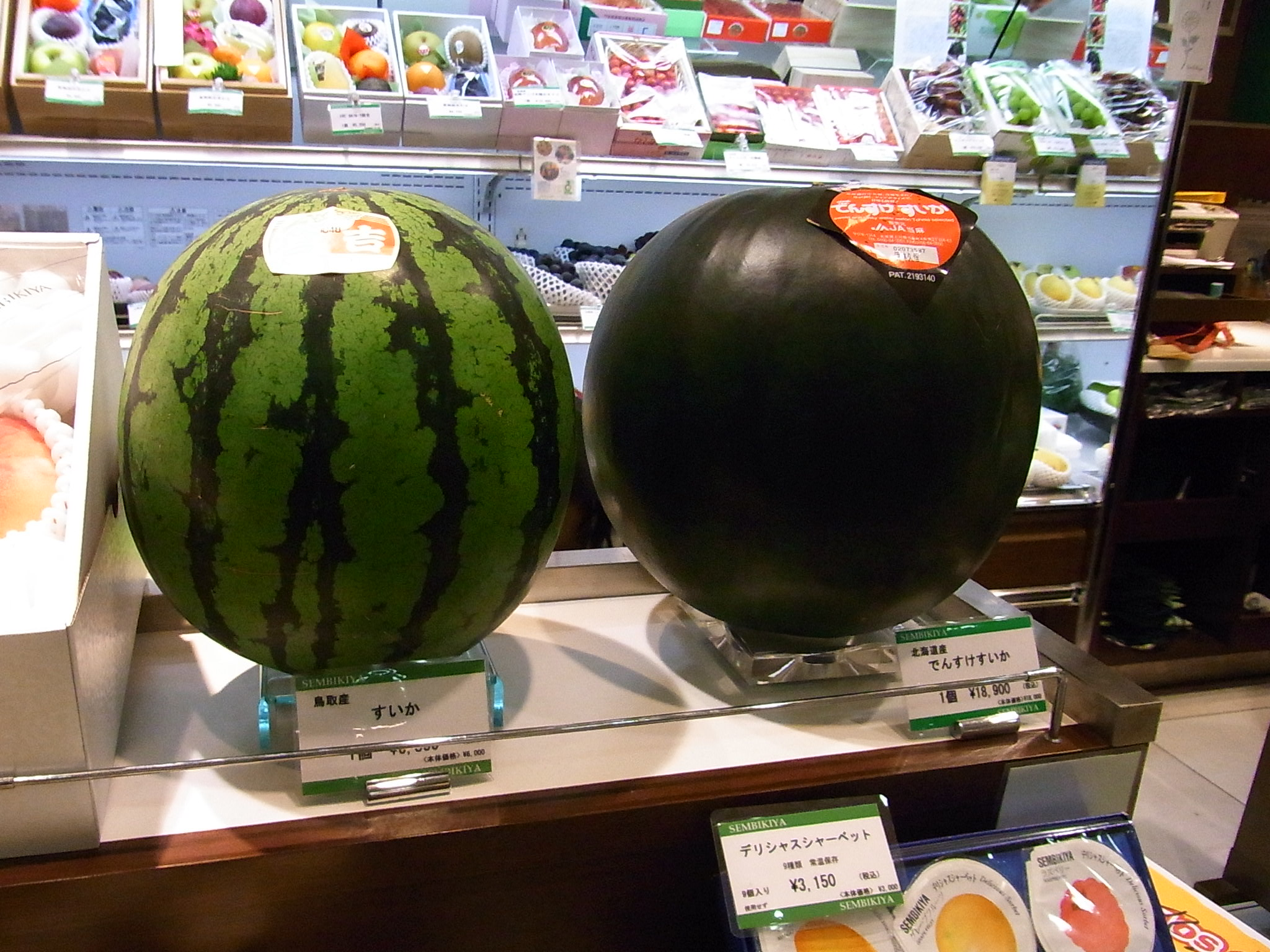
でんすけすいか（右側 北海道産 2010年7月13日撮影）

- 北海道 ：生産量全国7 - 9位。共和町と富良野市界隈が二大産地となっている。また、メロン産地を兼ねていることが多い。主産地は富良野市、共和町、当麻町、北竜町、月形町、札幌市手稲区など。
  - 共和町 らいでん西瓜シリーズ（大玉赤肉種、小玉赤肉種、長形小玉赤肉種）：北海道最大の生産地である。
  - 北竜町 ひまわり西瓜（小玉黄肉種）：同町はひまわりの一大産地で知られ、そのひまわりの色を連想させることから名付けられた。
  - 当麻町 でんすけすいか（黒皮・大玉赤肉種）：皮が真っ黒いタヒチという品種で、高級品としても知られ、最高で1玉65万円の値段が付いたこともある。
  - 札幌市手稲区 サッポロ西瓜（山口西瓜）（大玉赤肉種）
  - 富良野市 ふらの西瓜（大玉赤肉種）・へそ西瓜（大玉赤肉種）：共和町に並ぶ産地。
  - 月形町 ゴジラのたまご（大玉長形赤肉種）・ダイナマイト西瓜（皮黒・大玉赤肉種）・おつきさま（大玉黄肉種）
- 山形県：生産量3位。夏スイカの生産量は日本一である。山形県の中でも尾花沢盆地での生産が盛ん。尾花沢スイカなどが知られる。主産地は尾花沢盆地を有する尾花沢市付近である。
  - 尾花沢市：県内有数のスイカの産地。尾花沢スイカの産地として知られる。夏スイカ生産が盛ん。
  - 村山市：尾花沢市同様に盆地の性格を生かした栽培を行っている。
  - 大石田町
  - 長井市伊乃沢地区：生産量は比較的少ないものの糖度の高い非常に甘い伊乃沢スイカが有名。
- 石川県：生産量全国8 - 10位。砂丘沿いで作られる砂丘スイカと能登地方で作られる赤土スイカが知られる。主産地は金沢市、羽咋市、内灘町、かほく市（宇ノ気町）、志賀町など。
  - 金沢市：金沢スイカの主産地。市西部の砂丘沿いで作られ、砂丘スイカとも呼ばれる[62]。
  - 羽咋市、志賀町：能登半島一帯で生産される能登スイカの主産地。土壌の性質から赤土スイカとも呼ばれる[63]。
- 愛知県：生産量全国8 - 10位。三河地区は第二次世界大戦前から知られた産地で、古くは三河スイカと呼ばれていた。主産地は田原市（旧田原町、旧渥美町）、豊橋市、豊田市、安城市、刈谷市など。
  - 田原市：県内最大の産地で、六連（むつれ）地区が主産地となっている。
  - 豊橋市：田原と並ぶ産地で、天伯地区が主産地。天伯スイカをブランド品として特産[64]。
  - 豊田市：田原、豊橋に次ぐ産地。猿投地区が中心。

## 文化

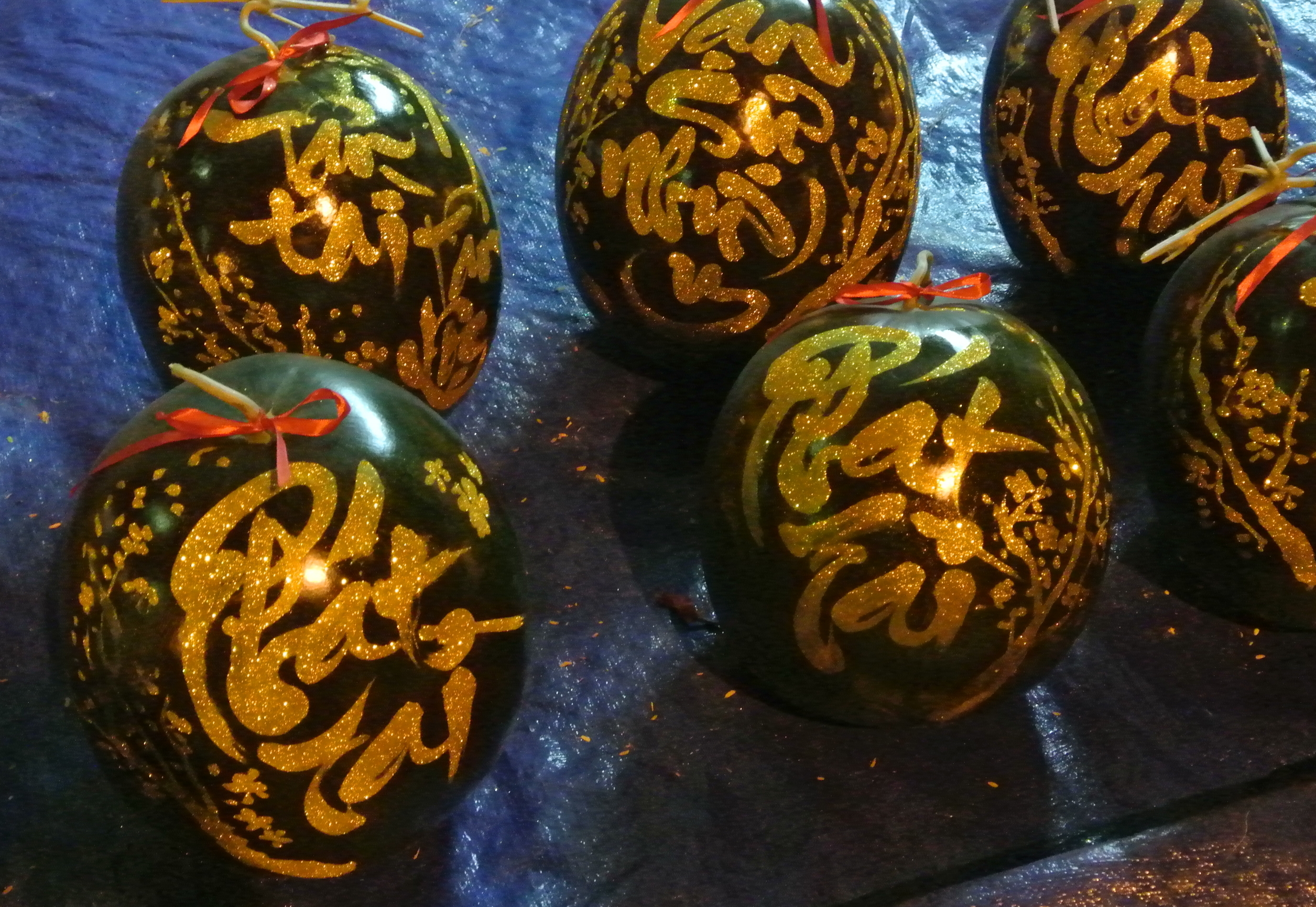
ベトナム南部の正月祝いに用いられるスイカ。 phát tài（發財）の文字が読み取れる。

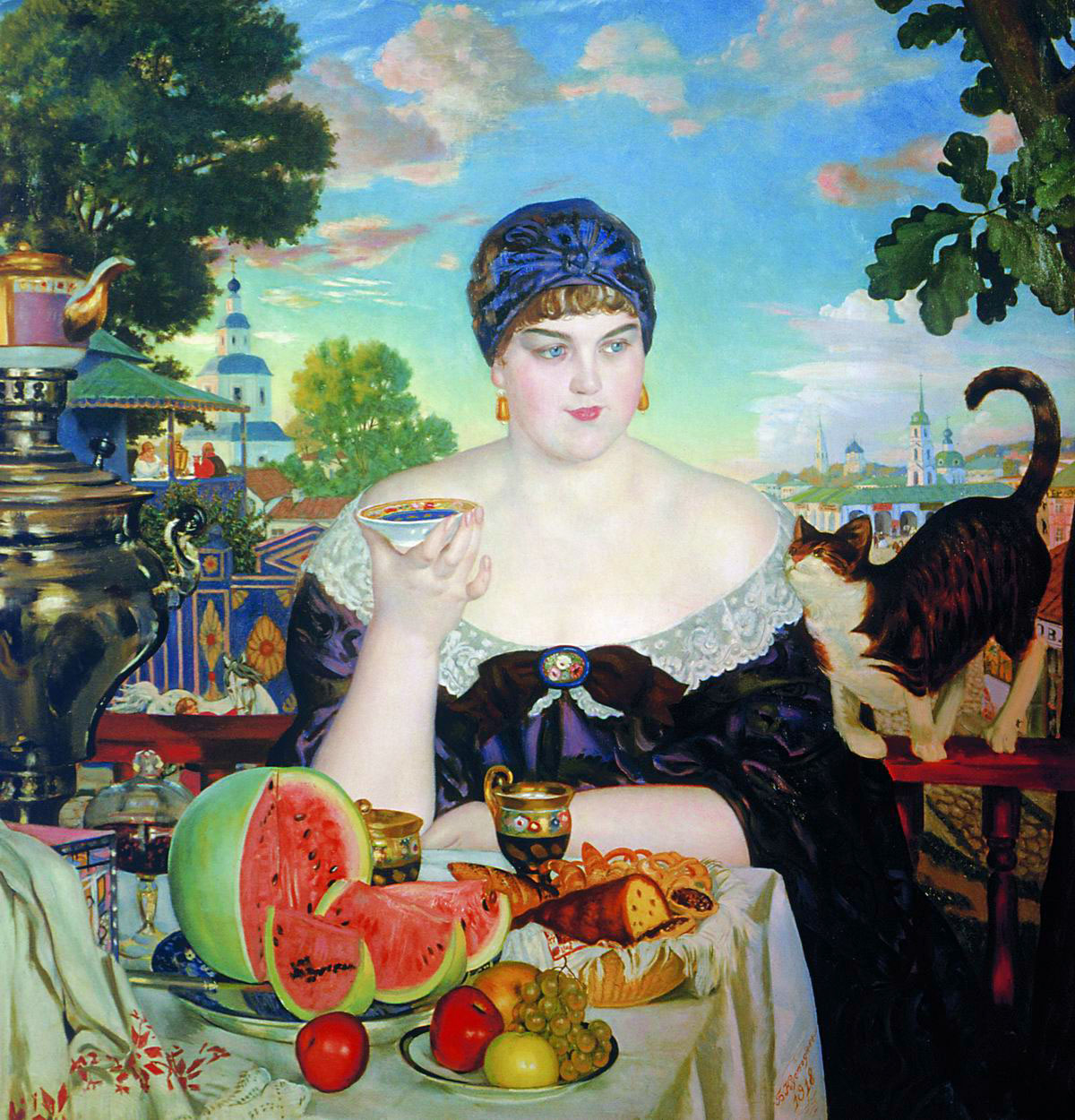
ボリス・クストーディエフ 『商人の妻』あるいは『お茶を飲む商人の妻』／ロシア人画家の手になる1918年の作。

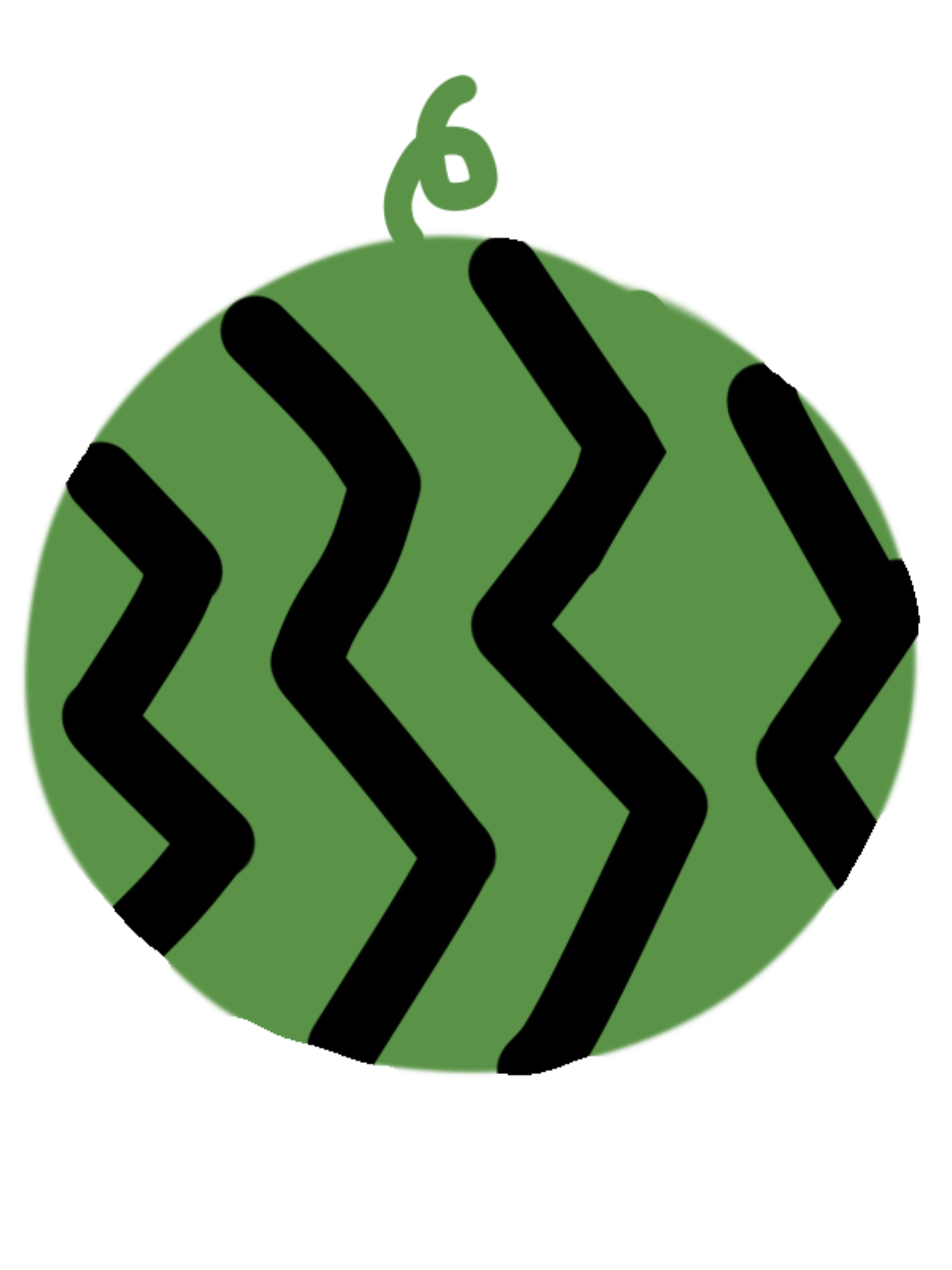
スイカのイラスト

### スイカ割り
日本で行われる遊び。目隠しをした挑戦者が周囲の声を頼りにスイカを棒で割る。子供たちの夏の遊びとしてのスイカ割りは明治時代から行われているが、1960年代にスイカ生産量が増加したことや海水浴ブームとなったことから、海水浴場でのスイカ割りが流行した。

### 季語
スイカは秋の季語としても用いられる。これはスイカの旬がかつては立秋（8月7日頃）を過ぎる頃であるからで、この時期は暦の定義では秋になり、秋の季語として使われるわけである（近年の歳時記では時代に即して夏の季語とするものも多い）。スイカを秋の季語とする歳時記でも「西瓜割り」「西瓜提灯」は夏にするなど、スイカの季語は夏か秋かで揺れている。また、七夕の景物としても使われた。盂蘭盆で施餓鬼を行う地域では、餓鬼棚にスイカを添えることがある。これは、餓鬼となった亡者の喉の渇きを癒す為でもある。

### 縁起物として
ベトナムの南部では、縁起の良い言葉で飾り立てたスイカがテト正月の祝いによく用いられ、年末になるとスイカ市が立つ。

### 歌謡の中のスイカ
- Old MacDonald Had a Farm - 民謡『すいかの名産地』（高田三九三作詞）の原曲
- 西瓜BABY - Not yet（AKB48派生ユニット）のシングル曲
- さよならだけどさよならじゃない - やまだかつてないWink（山田邦子・横山知枝）のシングル曲、歌詞にスイカの種が登場する。

### 芸能におけるスイカ
- 志村けんの持ち芸の一つとして、スイカを早く食べる技が有名。（詳しくは志村けん#持ち芸を参照）
- 『邦ちゃんのやまだかつてないテレビ』（フジテレビ）では、山田邦子の好物がスイカであることから番組内でイラストが多用された[65]。
- 『SMAP×SMAP』（関西テレビ・フジテレビ）のコントに「すいかの名産地」があった。
- 『出川哲朗の充電させてもらえませんか?』（テレビ東京）で出川哲朗がオートバイ搭乗時に着用するヘルメットの模様。また、同番組中に随時スイカのイラストが登場する。

### スイカをモチーフにした商品・作品
- ロッテ「スイカバー」[66]
- 今帰仁スイカキャップ
- スイカゲーム

### スイカと黒人差別
アメリカ合衆国ではスイカは黒人の大好物だというステレオタイプがある。（詳しくは「黒人とスイカのステレオタイプ」参照）

### パレスチナの抵抗のシンボル

赤い三角形の代わりにスイカのシンボルが入ったパレスチナ旗

1967年6月の第三次中東戦争後、イスラエルはパレスチナ旗の掲揚を禁止。パレスチナ人は禁止されたパレスチナ旗の代わりに配色が同じであるスイカを抵抗のシンボルとして使うようになった。

### パチスロの役物
パチスロの役物（レア役）において多くの機種で使用される。なぜスイカなのか理由ははっきりしない。

## 都市伝説
「スイカの種を飲み込むと盲腸になる」と言われているが、これは誤りである。盲腸は虫垂という臓器の細菌感染が原因となるが、虫垂の入り口は1〜2mmと非常に細く、スイカの種が入りこむ大きさではなく、スイカの種が原因で盲腸になった例は無いという。広まった理由は推測として、盲腸は夏の時期に多く、虫垂の中からスイカの種の形をした老廃物の塊のような物が出ることが多いことから広まったとされる。